# Liste de jeux Windows (T)
Cette liste de jeux Windows dont le titre commence par la lettre T recense des jeux vidéo sortis sur le système d'exploitation Windows pour PC.
Pour un souci de cohérence, la liste utilise les noms français des jeux, si ce nom existe.
Cette liste est découpée, il est possible de naviguer entre les pages via le sommaire.
- TmOD (Haunted PS1 (en))
- T.E.C 3001
- Table Top Racing
- Tabula Rasa
- Tachyon: The Fringe
- Tacoma
- Tactical Ops: Assault on Terror
- Tactical Ops: Crossfire
- Tag: The Power of Paint
- Taikō Risshiden
- Taito Legends
- Taito Legends 2
- Take a Break! Pinball
- Take No Prisoners
- Take On Helicopters
- Take On Mars
- Takedown: Red Sabre
- Takeru: Letter of the Law
- Tale of a Hero
- Tales from Space: Mutant Blobs Attack
- Tales from the Borderlands
- Tales of Arise
- Tales of Berseria
- Tales of Eternia Online
- Tales of Maj'Eyal
- Tales of Monkey Island
- Tales of Symphonia
- Tales of Zestiria
- Talos Principle, The
- Talvisota: Icy Hell
- Tamagotchi CD-ROM
- Tanita: Plasticine Dream
- Tank Racer
- Tank Universal
- Tanki Online
- Tanktics (1999)
- Tarr Chronicles
- Tarzan
- TauCeti Unknown Origin
- Taur
- Taxi 2
- Taxi 3
- Tayutama: Kiss on my Deity
- Tayutama: It's Happy Days
- Tayutama 2: You're the Only One
- Taz Wanted
- TD Overdrive: The Brotherhood of Speed
- Team Apache
- Team Factor
- Team Fortress
- Team Fortress Classic
- Team Fortress 2
- Team Sonic Racing
- Teamfight Tactics
- Tears to Tiara
- Technobabylon
- Technomage : En quête de l'éternité
- Technomancer, The
- Teenage Mutant Ninja Turtles (2003)
- Teenage Mutant Ninja Turtles 2: Battle Nexus
- Teenage Mutant Ninja Turtles : Depuis les ombres
- Teenage Mutant Ninja Turtles : Des mutants à Manhattan
- Teenage Mutant Ninja Turtles: Shredder's Revenge
- Teeworlds
- Tekken 7
- Tekken X Street Fighter
- Teleglitch
- Téléportaschtroumpf
- Tell Me Why
- Telling Lies
- Telltale Texas Hold'em
- Tellurian Defense
- Tembo the Badass Elephant
- Tempest 2000
- Tempest 4000
- Tempête de boulettes géantes
- Temple du mal élémentaire, Le
- Temple perdu de l'oncle Ernest, Le
- Temtem
- Temüjin
- Ten Desires
- Tender Loving Care
- Tengami
- Tennis in the Face
- Tennis Masters Series
- Tennis Masters Series 2003
- Tennis World Tour
- TERA: Rising
- Terminal Velocity
- Terminator 3 : La Guerre des machines
- Terminator Renaissance
- Terminator: Resistance
- Terminus
- Terracide
- Terraria
- Terre du Milieu, La : L'Ombre du Mordor
  - Terre du Milieu, La : L'Ombre du Mordor - Seigneur de la chasse
  - Terre du Milieu, La : L'Ombre du Mordor - Seigneur de lumière
- Terre du Milieu, La : L'Ombre de la guerre
- Terrorist Takedown
- Terrorist Takedown: Payback
- Terrorist Takedown : Opération Mogadiscio
- Terrorist Takedown : Dans l'enfer de la jungle colombienne
- Terrorist Takedown 2 : Brigade Spéciale
- Terrorist Takedown 3
- Tesla Effect: A Tex Murphy Adventure
- Teslagrad
- Test Drive 4
- Test Drive 4X4
- Test Drive 5
- Test Drive 6
- Test Drive Cycles
- Test Drive Unlimited
- Test Drive Unlimited 2
- Test Drive Unlimited Solar Crown
- Test Drive: Ferrari Racing Legends
- Testament de Sherlock Holmes, Le
- Tetravex
- Tetrinet
- Tetris Effect
- Tetris Friends
- Tetris Ultimate
- Tetris Worlds
- Tetrobot and Co.
- Tex Atomic's Big Bot Battles
- Tex Murphy: Overseer
- Thandor : L'Invasion
- Tharsis
- That Dragon, Cancer
- Theatre of War
- The Genesis Order
- The Good Life (alphabetagamer)
- The illusion (Raven Games)
- The Invincible
- The Lost Delinquents of Rollings High
- The Red Selene
- Theme Aquarium
- Theme Hospital
- Theme Park Inc
- Theme Park World
- Theocracy
- There
- There Came an Echo
- There Is No Game: Wrong Dimension
- They Are Billions
- They Bleed Pixels
- Thief
- Thief of Thieves
- Thief Simulator
- Thimbleweed Park
- Thing, The
- Things on Wheels
- Thirty Flights of Loving
- This Bed We Made
- This Is Pool
- This Is the Police
- This Is the Police 2
- This Land Is My Land
- This Mean War!
- This War of Mine
- Thomas Was Alone
- Thorgal : La Malédiction d'Odin
- Those Who Remain
- Three Cards to Midnight
- Three Dirty Dwarves
- Three Fourths Home
- Thrillville
- Thrillville : Le Parc en folie
- Throne of Darkness
- Thronebreaker: The Witcher Tales
- Thumper
- Thunder Wolves
- Tibia
- Tick! Tack!
- Ticket to Ride
- Tidalis
- Tiger Woods 99 PGA Tour Golf
- Tiger Woods PGA Tour 2000
- Tiger Woods PGA Tour 2001
- Tiger Woods PGA Tour 2002
- Tiger Woods PGA Tour 2003
- Tiger Woods PGA Tour 2004
- Tiger Woods PGA Tour 2005
- Tiger Woods PGA Tour 06
- Tiger Woods PGA Tour 07
- Tiger Woods PGA Tour 08
- Tiger Woods PGA Tour 09
- Tiger Woods PGA Tour 12
- Tilt Brush
- Time Commando
- Time Gate : Le Secret du templier
- Time Gentlemen, Please!
- Time of Defiance
- Time Warriors
- Timelapse
- Timeline
- Timelines: Assault on America
- Times of Conflict
- TimeShift
- Timespinner
- Timon et Pumbaa s'éclatent dans la jungle
- Tintin au Tibet
- Le Temple du Soleil
- Tintin : Objectif Aventure
- Tiny and Big in Grandpa's Leftovers
- Tiny Metal: Advance Wars
- Tiny Thief
- Tiny Tina's Wonderlands
- Tiny Toon Adventures: Buster and the Beanstalk
- Tiny Troopers
- TiQal
- TIS-100
- Titan Quest
  - Titan Quest: Immortal Throne
- Titan Souls
- Titanfall
- Titanfall 2
- Titanic : Une aventure hors du temps
- Titanic: Honor and Glory
- Titeuf : Méga-Compet'
- Titeuf Mega Party
- TMNT
- TMNT: Mutant Melee
- TNN Outdoor Pro Hunter
- To Heart
- To Heart 2
- To the Moon
- Toby: The Secret Mine
- TOCA 2 Touring Cars
- TOCA Race Driver
- TOCA Race Driver 2
- TOCA Race Driver 3
- TOCA Touring Car Championship
- Today I Die
- Togainu no Chi
- Toki Tori
- Toki Tori 2
- Tokimeki Memorial Online
- Tokyo 42
- Tokyo Ghoul: re Call to Exist
- Tokyo Necro
- Tokyo Tattoo Girls
- Tom Clancy's The Division
- Tom Clancy's The Division 2
- Tom Clancy's The Division: Heartland
- Tom Clancy's EndWar
- Tom Clancy's Ghost Recon
  - Tom Clancy's Ghost Recon: Desert Siege
  - Tom Clancy's Ghost Recon: Island Thunder
- Tom Clancy's Ghost Recon Advanced Warfighter
- Tom Clancy's Ghost Recon Advanced Warfighter 2
- Tom Clancy's Ghost Recon Breakpoint
- Tom Clancy's Ghost Recon Frontline
- Tom Clancy's Ghost Recon: Future Soldier
- Tom Clancy's Ghost Recon Phantoms
- Tom Clancy's Ghost Recon Wildlands
- Tom Clancy's HAWX
- Tom Clancy's HAWX 2
- Tom Clancy's Politika
- Tom Clancy's Rainbow Six
  - Tom Clancy's Rainbow Six: Eagle Watch
- Tom Clancy's Rainbow Six: Rogue Spear
  - Tom Clancy's Rainbow Six: Rogue Spear - Urban Operations
  - Tom Clancy's Rainbow Six: Rogue Spear - Covert Ops Essentials
  - Tom Clancy's Rainbow Six: Rogue Spear - Black Thorne
- Tom Clancy's Rainbow Six 3: Raven Shield
  - Tom Clancy's Rainbow Six 3: Athena Sword
  - Tom Clancy's Rainbow Six 3: Iron Wrath
- Tom Clancy's Rainbow Six: Extraction
- Tom Clancy's Rainbow Six: Lockdown
- Tom Clancy's Rainbow Six: Vegas
- Tom Clancy's Rainbow Six: Vegas 2
- Tom Clancy's Rainbow Six: Siege
- Tom Clancy's Rainbow Six: Quarantine
- Tom Clancy's ruthless.com
- Tom Clancy's Splinter Cell
- Tom Clancy's Splinter Cell: Pandora Tomorrow
- Tom Clancy's Splinter Cell: Chaos Theory
- Tom Clancy's Splinter Cell: Double Agent
- Tom Clancy's Splinter Cell: Conviction
- Tom Clancy's Splinter Cell: Blacklist
- Tom Clancy's SSN
- Tom Clancy's XDefiant
- Tom et Jerry sèment la pagaille
- Tomb Raider (1996)
- Tomb Raider II
  - Tomb Raider II : Le Masque d'or
- Tomb Raider 3
  - Tomb Raider 3 : Le Dernier Artefact
- Tomb Raider : La Révélation finale
- Tomb Raider : Sur les traces de Lara Croft
- Tomb Raider : L'Ange des ténèbres
- Tomb Raider: Legend
- Tomb Raider: Anniversary
- Tomb Raider: Underworld
- Tomb Raider (2013)
- Tomcat Alley
- Tomoyo After: It's a Wonderful Life
- Tone Rebellion, The
- Tonic Trouble
- Tony Hawk's Pro Skater HD
- Tony Hawk's Pro Skater 1 + 2
- Tony Hawk's Pro Skater 2
- Tony Hawk's Pro Skater 3
- Tony Hawk's Pro Skater 4
- Tony Hawk's Underground
- Tony Hawk's Underground 2
- Tony Hawk's American Wasteland
- Tony La Russa Baseball 4
- Tony Tough and the Night of Roasted Moths
- Tony Tough 2 : Détective privé
- Toon Car
- Toonstruck
- Top Gun (2010)
- Top Gun: Combat Zones
- Top Gun: Fire At Will
- Top Gun: Hard Lock
- Top Spin
- Top Spin 2
- Top Trumps Adventures: Dogs and Dinosaurs
- Top Trumps Adventures: Horror and Predators
- Top Trumps: Doctor Who
- Torchlight
- Torchlight II
- Torchlight III
- Toren
- Torero
- Toribash
- Torin's Passage
- Torino 2006
- Torrente
- Torrente 3: El Protector
- Torment: Tides of Numenéra
- Tormentum: Dark Sorrow
- Tortuga : Pirates et flibustiers
- Tortuga: Two Treasures
- Torus Trooper
- Total Air War
- Total Annihilation
  - Total Annihilation: The Core Contingency
  - Total Annihilation: Battle Tactics
- Total Annihilation: Kingdoms
- Total Annihilation: Kingdoms - Iron Plague
- Total Challenge: Modern War
- Total Immersion Racing
- Total Mayhem
- Total Overdose
- Total Soccer
- Total Soccer 2000
- Total War Arena
- Total War: Attila
- Total War: Rome II
- Total War: Shogun 2
  - Total War: Shogun 2 - L'Essor des samouraïs
  - Total War: Shogun 2 - La Fin des samouraïs
- Total War: Three Kingdoms
- Total War: Warhammer
- Total War: Warhammer 2
- Total War: Warhammer 3
- Total War Battles: Shogun
- Total War Saga: Fall of the Samurai
- Total War Saga: Thrones of Britannia
- Total War Saga: Troy
- Totally Accurate Battle Simulator
- Totally Spies! L'Attaque des Zombies
- Totally Spies! Totally Party
- Toto Temple Deluxe
- Touhou Hisōtensoku
- Touhou Luna Nights
- Touhou Fractured Transience
- Toukiden: The Age of Demons
- Toukiden 2
- Tour de France 2015
- Tower Bloxx
- Tower of Druaga, The: The Recovery of Babylim
- Tower of Guns
- TowerFall Ascension
- Towers II: Plight of the Stargazer
- Towns
- Townscaper
- Toy Golf
- Toy Soldiers
- Toy Soldiers: Cold War
- Toy Soldiers: War Chest
- Toy Story
- Toy Story 2 : Buzz l'Éclair à la rescousse !
- Toy Story 3
- Toy Story Mania!
- Toy Trains
- Toybox Turbos
- Tracer
- TrackMania (2003)
  - TrackMania: Power Up!
  - TrackMania Original
- TrackMania Sunrise
  - TrackMania Sunrise Extreme
- TrackMania Nations
- TrackMania Nations Forever
- TrackMania United
- TrackMania United Forever
- TrackMania²: Canyon
- TrackMania²: Stadium
- TrackMania²: Valley
- TrackMania²: Lagoon
- Trackmania Turbo
- Trackmania (2020)
- Trade Empires
- Traffic Giant
- Trail, The
- Trailblazers
- Train Fever
- Train Sim World
- Train Sim World 2
- Trains and Trucks Tycoon
- Transport Fever 2
- Transportando o Brasil
- Trainz
- Trainz Railroad Simulator 2004
- Trainz Railroad Simulator 2006
- Trainz Railroad Simulator 2007
- Trainz Railroad Simulator 2008
- Trainz Railroad Simulator 2009
- Trainz Simulator 2010
- Trainz Simulator 12
- Traitors Gate
- Traitors Gate 2: Cypher
- Transcendence
- Transference
- Transformers, le jeu
- Transformers : La Revanche
- Transformers : La Guerre pour Cybertron
- Transformers : La Chute de Cybertron
- Transformers: Rise of the Dark Spark
- Transformers: Devastation
- Transistor
- Transport Fever
- Transport Giant
  - Transport Giant: Down Under
- Transport Tycoon
- Trauma
- Treasure Cove!
- Treasure Galaxy!
- Treasure Mountain!
- Treasure Quest
- Tremulous
- Tres Lunas
- Trésor d'Alkaïm, Le : Aventures en Arabie
- Trésor des Toltèques, Le
- Trials 2: Second Edition
- Trials Evolution
- Trials Fusion
- Trials of Mana (2020)
- Trials of the Blood Dragon
- Trials Rising
- Tribal Rage
- Tribes 2
- Tribes: Ascend
- Tribes: Vengeance
- Tribes of Midgard
- TrickStyle
- Triennale Game Collection
- Trillion: God of Destruction
- Trine
- Trine 2
- Trine 3: The Artifacts of Power
- Trine 4: The Nightmare Prince
- Triple Play 97
- Triple Play 98
- Triple Play 99
- Triple Play 2000
- Triple Play 2001
- Triple Play Baseball
- Triple Play 2002
- Tristan et les Trois Mousquetaires
- Trivial Pursuit: CD-ROM Edition
- Trivial Pursuit : Déjanté
- Trois Mousquetaires, Les
- Trois Royaumes, Les : Le Destin du dragon
- Trollhunters: Defenders of Arcadia
- Trolls de Troy : La Cité de la mort rose
- Tron 2.0
- Tron: Evolution
- Tron RUN/r
- Trophy Bass
- Tropico
  - Tropico: Paradise Island
- Tropico 2 : La Baie des pirates
- Tropico 3
- Tropico 4
- Tropico 5
- Tropico 6
- Trove
- Trouble☆Witches
- Trüberbrook
- Truck Simulator
- True Crime: New York City
- True Crime: Streets of LA
- TrueCombat: Elite
- Tsukihime
- TT Isle of Man: Ride on the Edge
- TT Isle of Man 2
- Tube Mania
- Tueurs
- TumbleSeed
- Tumiki Fighters
- Tuneland
- Tunic
- Tuniques bleues, Les : Nord vs Sud
- Tunnel Rats
- Turbo Schtroumpf
- Turing Test, The
- Turning Point: Fall of Liberty
- TurnOn
- Turok: Dinosaur Hunter
- Turok 2: Seeds of Evil
- Turok Evolution
- Turok (2008)
- Tux Racer
- TuxType
- TV Giant
- TV Star
- Twelve Sky 2
- Twin Mirror
- TwinBee
- Twinkle Star Sprites
- Twisted Metal 2
- Two Point Hospital
- Two Worlds
- Two Worlds II
- Ty, le tigre de Tasmanie
- Ty, le tigre de Tasmanie 4
- Tycoon City: New York
- Tyrian 2000
- Type:Rider
- Typing of the Dead, The
- Typing of the Dead 2, The
- Typing of the Dead 2003, The
- Typing of the Dead 2004, The
- Typing of the Dead EX, The
- Typing of The Dead, The: Overkill
- Typing Space Harrier
- Tyranny
- Tzar: The Burden of the Crown

| Sommaire : | Haut - A B C D E F G H I J K L M N O P Q R S T U V W X Y Z 0-9 |